# Тобольский разряд
Тобо́льский разря́д — военно-административно-территориальное образование (разряд) Русского царства, сложившееся в конце XVI — начале XVII веков в Сибири.
Административный центр — город Тобольск. Руководился Разрядным воеводой.
На особый период сформировывал из ратных людей проживающих на его территории Тобольский полк (разрядный).

## История
Возглавлялся Разрядным воеводой, в задачи которого входили вопросы военного управления, «меры к распространению власти московского государя на новые территории», «снабжение гарнизонов» всем необходимым, устройство землепашества, сбор ясака и регулирование торговли.
При формировании был подчинён Разрядному приказу.
С 1599 года Тобольский разряд подчинялся Приказу Казанского дворца.
1629 год — из Тобольского разряда выделен Томский разряд, в состав которого вошли следующие города-уезды: Енисейский, Кетский, Кузнецкий, Нарымский, Томский.
С 1637 года в подчинении образованного Сибирского приказа.
1687 год — из Тобольского разряда выделен Верхотурский разряд, в состав которого вошли следующие города-уезды: Верхотурский, Пелымский, Туринский. В 1693 году возвращены в Тобольский разряд.
1708 год — Тобольский разряд ликвидирован в связи с созданием Сибирской губернии Петром Великим.

## Административно-территориальное деление
Тобольский разряд включал следующие города-уезды:
| - Берёзовский, - Верхотурский, - Енисейский, - Кетский, - Кузнецкий, - Мангазейский, - Нарымский, | - Пелымский, - Сургутский, - Тарский, - Тобольский, - Томский, - Туринский, - Тюменский. |  |

## Воеводы
- Чулков, Даниил Григорьевич (1587—1588)
- Кольцов-Мосальский, Владимир Васильевич (1590—1591)
- Лобанов-Ростовский, Фёдор Михайлович (1591—1594)
- Щербатов, Меркурий Александрович (1594—1597)
- Бутурлин, Ефим Варфоломеевич (1597—1599)
- Сабуров, Семён Фёдорович (1599—1601)
- Шереметев, Фёдор Иванович (1601—1603)
- Голицын, Андрей Васильевич (1603—1606)
- Троекуров, Роман Фёдорович (1606—1608)
- Салтыков, Михаил Михайлович (1608)
- Катырёв-Ростовский, Иван Михайлович (1609—1612)
- Буйносов-Ростовский, Иван Петрович (1613—1616)
- Куракин, Иван Семёнович (1616—1620)
- Годунов, Матвей Михайлович (1620—1623)
- Сулешов, Юрий Яншеевич (1623—1625)
- Трубецкой, Дмитрий Тимофеевич (1625)
- Хованский, Андрей Андреевич (1626—1628)
- Трубецкой, Алексей Никитич (1628—1631)
- Телятевский, Фёдор Андреевич (1631—1633)
- Голицын, Андрей Андреевич (1633—1635)
- Тёмкин-Ростовский, Михаил Михайлович (1635—1639)
- Пронский, Пётр Иванович (1639—1643)
- Куракин, Григорий Сёменович (1643—1646)
- Салтыков, Иван Иванович (1646—1649)
- Шереметев, Василий Борисович (1649—1652)
- Хилков, Василий Иванович (1652—1656)
- Буйносов-Ростовский, Алексей Иванович (1656—1659)
- Хилков, Иван Андреевич (меньшой) (1659—1662)
- Яковлев, Даниил Семёнович (1662—1663)
- Голицын, Алексей Андреевич (1664—1667)
- Годунов, Пётр Иванович (1667—1669)
- Акинфов, Андрей Павлович (1669—1670)
- Репнин, Иван Борисович (1670—1672)
- Салтыков, Пётр Михайлович (1673—1676)
- Шереметев, Пётр Васильевич Большой (1676—1678)
  - Квашнин, Михаил Мелентьевич (1678), исправляющий должность
- Шеин, Алексей Семёнович (1680—1681)
- Яковлев, Кирилл Аристархович (1682—1684)
- Прозоровский, Пётр Семенович (1682—1686)
- Головин, Алексей Петрович (1686—1690)
- Салтыков, Степан Иванович (1690—1692)
- Сытин, Даниил Иванович (1692—1693)
- Нарышкин, Андрей Фёдорович (1693—1698)[2]
- Раевский, Тит Васильевич (1698)
- Черкасский, Михаил Яковлевич (1698—1711)